# Echoes from Rudolph’s
Echoes from Rudolph’s ist ein Jazzalbum von John Carter und seinem Trio mit seinem Sohn Stanley Carter am Bass und William Jeffrey am Schlagzeug. Die am 6. September 1976 und am 19. März 1977 im Rudolph’s Fine Title Arts Center in Los Angeles entstandenen Aufnahmen erschienen am 1. September 2015 auf NoBusiness Records. Das Label hat die Musik der Original-LP, die 1976 in limitierter Auflage beim Label Ibedon erschienen war, mit Material von einer 1977 gesendeten Rundfunksendung desselben Trios ergänzt.

## Hintergrund
Carters zweieinhalbjährige wöchentliche Residenz in der Galerie Rudolph’s Fine Arts Center im Süden von Los Angeles scheint ein Wendepunkt gewesen zu sein, schrieb Kevin Whitehead in den Liner Notes des Albums. Während sein musikalischer Partner Bobby Bradford den größten Teil des Jahres 1973 in London verbrachte, gründete Carter ein eigenes Trio mit seinem Sohn Stanley Carter am Bass und dem Schlagzeuger William Jeffrey, der später auf verschiedenen Carter- und Bradford-Alben spielen sollte.
Die Neuausgabe von Echoes of Rudolph’s enthält die Original-LP (gemastert aus einer sauberen Testpressung – es gibt ein paar kleine Knackgeräusche), ergänzt um eine zweite CD, mit 1977 für den Hörfunk aufgenommenem Material desselben Trios. Dessen Sendung erfolgte im März 1977, nachdem der Großteil des Materials für die LP Echoes from Rudolph’s aufgenommen worden war, und markiert Carters wahrscheinlich letztes aufgenommenes Saxophonwerk. Die Klangqualität der Rudolph-Aufnahme ist ziemlich rau, so Whitehead – es war das erste und einzige Album, das Carter selbst herausbrachte –, aber der Klang der neu herausgegebenen Rundfunk-Aufnahme ist noch rauher. Es gibt ein 27-minütiges Medley aus „Echoes“ und „Poppy“, in dem der Bassist und der Schlagzeuger ausgedehnte Soli spielen; auf letzterem Stück spielt Carter Sopransaxophon. Interessanterweise sei das 41-minütige Stück eine Suite von fünf Carter-Kompositionen, von denen alle bis auf eine (eine Reprise von „Amin“) unbekannt sind, so Whitehead.

## Titelliste
- John Carter: Echoes from Rudolph’s (NoBusiness Records NBCD80/81)[2]

CD 1
1. Echoes from Rudolph’s 10:09
2. To a Fallen Poppy 6:16
3. Angles 6:08
4. Amin 9:54
5. The Last Sunday 5:19

CD 2
1. Echoes from Rudolph’s / To a Fallen Poppy 27:01
2. Unidentified Title 1 / Unidentified Title 2 / Unidentified Title 3 / Unidentified Title 4 / Amin 41:53

Die Kompositionen stammen von John Carter. Tracks 1, 2, 4 und 5 wurden am 6. September 1976 aufgenommen, Track 3 am 14. Juli 1977 in den Spectrum Studios. Die beiden Stücke auf CD 2 wurden am 19. März 1977 für den Sender KPFK, Los Angeles aufgenommen.

## Rezeption

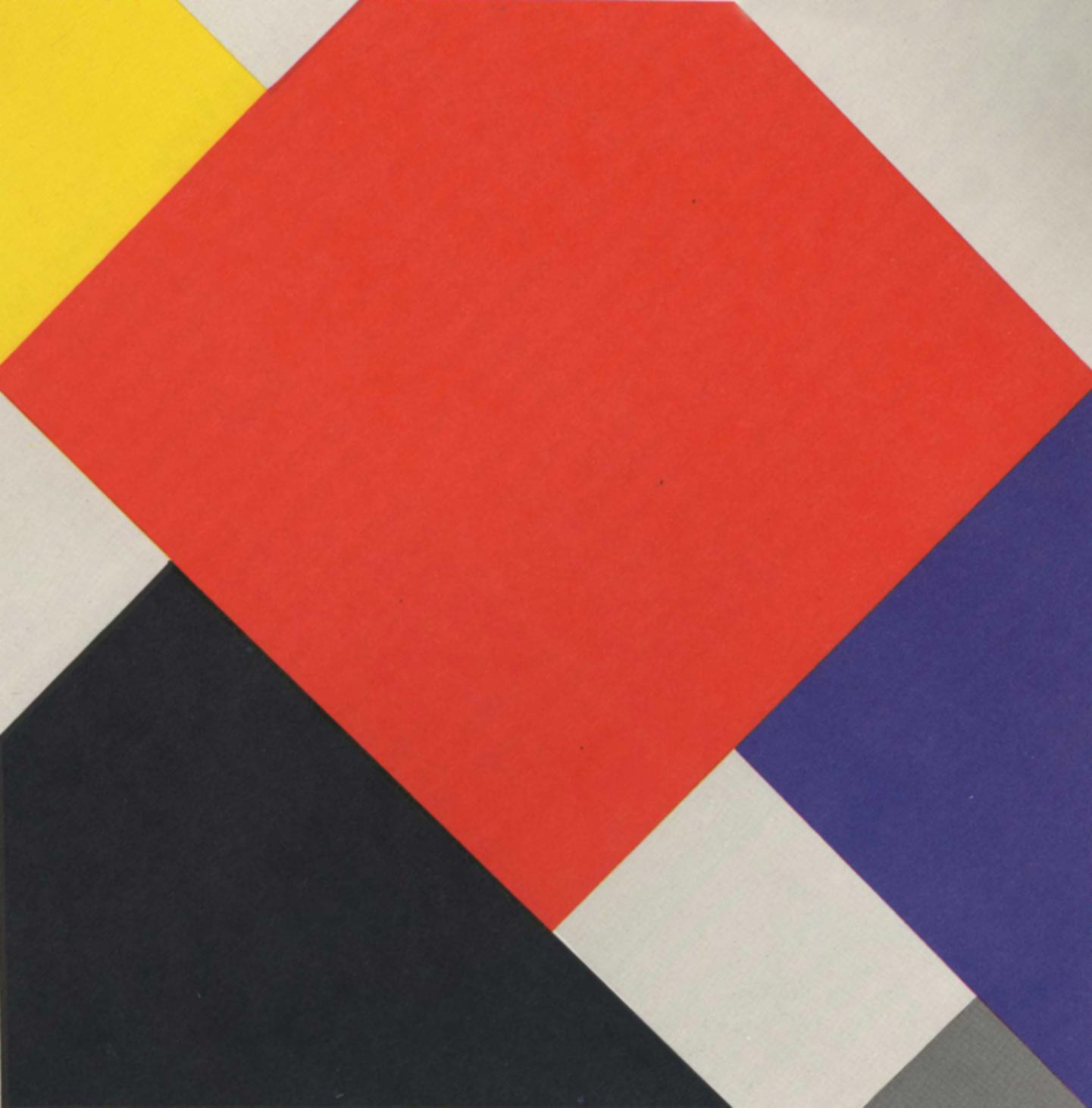
Theo van Doesburg: Kontra-Komposition V, 1924

John Carter befreite die Klarinette auf die Art und Weise, wie die geometrischen Abstraktionisten [in der Bildenden Kunst] das Raster der Leinwand befreiten, schrieb Kevin Whitehead; er habe die ihm innewohnenden Texturen zu einem Teil seines Themas gemacht. Hier zeige er seine präzisen und modulierenden Split-Tones und die gesamte Palette an Action-Painting-[beeinflussten] Spezialeffekten. Carter habe die Art gehabt, gleichzeitig hoffnungslos erregbar und vollkommen unter Kontrolle zu klingen, während er über den immer breiter werdenden Tonumfang des Instruments raste. Von hier aus seien es nur noch kleine Schritte bis zu seinem Soloalbum von 1979 und dem Rest „seines goldenen Zeitalters“ gewesen. [Beim Hören dieser Aufnahme] sei es kein Geheimnis [mehr], warum Carter das Saxophonspiel aufgab; der grobkörnige Klang seiner Klarinette – um einen Ausdruck aus Wilfrid Mellers‘ Überblick über die amerikanische Musik zu übernehmen, „der Klang einer Axt in der Wildnis“ – war unschlagbar. Es passte zu der rustikalen Ausstrahlung vieler seiner späteren Werke und inspirierte sie.
Nach Ansicht von John Sharpe, der das Album in All About Jazz rezensierte, fängt Echoes from Rudolph’s einen entscheidenden Moment in der Karriere John Carter ein, als er sein Saxophon aufgab und begann, sich ganz auf die Klarinette zu spezialisieren. Carter verfüge über einen satten, vollen Klang auf dem Instrument, nutze aber auch gekonnt das Altissimo-Register aus und dringe in den Bereich der Fledermausfrequenzen vor, obwohl er auch Freude an kratzigen und klanglichen Experimenten habe. Sein Sohn Stanley am Bass nutze eine verstärkte Akustik, die etwas von ihrer natürlichen Resonanz verliere, aber von einem verstärkten perkussiven Effekt profitiere. Am Schlagzeug erweise sich William Jeffrey als versierter Praktiker – ein erfinderischer Impulsgeber, der sich selten auf den Takt einlasse.

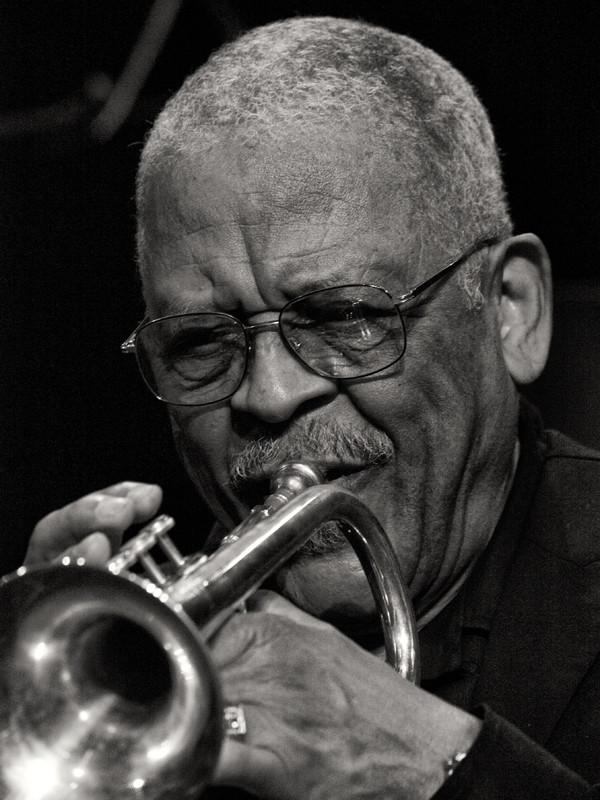
Bobby Bradford auf dem Moers Festival 2008

Dieses Dokument sei von zentraler Bedeutung, vor allem im Hinblick auf eine ideale chronologische Achse, die die Karriere des texanischen Musikers in zwei Teile teilt, schrieb Enrico Bettinello (All About Jazz). Zwischen einer ersten Phase (der des New Art Jazz Ensemble und der ersten [Zeit der] Partnerschaft mit Bobby Bradford), die vom Ende der Sechziger bis 1972 (dem Veröffentlichungsjahr von Secrets) reiche, und der Reifephase der späteren Jahre, habe Carter in diesen Jahren nicht nur nach und nach sein Spiel als Multiinstrumentalist aufgegeben, um sich nur noch auf die Klarinette zu konzentrieren – ein Instrument, das von den Avantgarde-Musikern dieser Zeit insgesamt nicht allzu häufig genutzt wurde – sondern er hatte auch die Gelegenheit, ständig damit zu arbeiten, so bei Sonntagsessions im Rudolph’s. Unterstützt durch das Trio erkunde Carter die unterschiedlichsten Bereiche seiner Ausdruckspalette und baue so nicht nur einen stets fruchtbaren Improvisationsdiskurs auf, sondern auch die Grundlagen für die kommenden, wunderbaren Aufnahmen.
Stanley Carter und William Jeffrey seien bestens in Form und auch der Herausforderung gewachsen, mit John Carter auf dem Höhepunkt [seiner Karriere] zu spielen, meinte Grego Applegate Edwards. Sie würden mit einer rollenden, taumelnden Exzellenz voranstürmen, die an sich schon faszinierend und lohnenswert sei. Aber dann klinge Carter hier sowohl auf der Klarinette als auch auf dem Sopransaxophon einfach fabelhaft und erinnere uns daran, was für ein wunderbarer Spieler er war, wie originell, wie gefühlvoll und kreativ. Carter sei einer der bedeutendsten Stilisten der Klarinette in der Blütezeit der Avantgarde (neben Perry Robinson). Echoes from Rudolph’s biete eine großzügige Portion seiner Musik in Spitzenform.